# Josef Schreiber (Mediziner)
Josef Schreiber  (* 16. März 1835 in Böhmisch Leipa; † 27. September 1908 in Aussee) war ein österreichischer Mediziner (Balneologie).

## Leben und Wirken
Schreiber war bis 1894 jüdisch, dann katholisch. Er war der Sohn eines Lehrers, besuchte das Gymnasium in Böhmisch Leipa und studierte ab 1854 Medizin an der Universität Wien mit der Promotion 1860. Danach war er am Allgemeinen Krankenhaus in Wien und bildete sich in London weiter beim Bruder seiner Mutter, Jonas Freund. Nachdem er zwei Jahre Reisebegleiter eines Kranken war ging er 1863 wieder an das Allgemeine Krankenhaus in Wien. Außerdem hatte er eine Praxis. Während der Choleraepidemie in Wien und nach der Schlacht von Königgrätz 1866 half er in Wien als städtischer Arzt aus.
1868 eröffnete er ein Sanatorium in Bad Aussee (heute Elisabethheim), verkaufte dieses 1877 und eröffnete die Kuranstalt Alpenheim und 1887 die Kuranstalt Hygiea in Meran-Obermais. 1880 kaufte er eine Villa in Altaussee (Lichtersberg 61) und wandelte diese in ein Hotel um. 1905 ging er in den Ruhestand und lebte abwechselnd in Aussee und Südtirol. Die Kuranstalten überließ er einem Schwiegersohn.
Er hatte zahlreiche Ausländer unter seinen Kurgästen, darunter auch hochgestellte Persönlichkeiten und Regenten. Er behandelte aber auch unentgeltlich Mittellose und engagierte sich in der Gemeinde Aussee. 1899 wurde er Ehrenbürger von Bad Aussee. 1805 wurde er kaiserlicher Rat.
1872 wurde er Dozent für Klimatologie an der Universität Wien. Er veröffentlichte über Massage und Mechanotherapie (z. B. Geh- und Muskelübungen) sowie den Einfluss des Klimas auf das Befinden.
Er war Autor in der Real-Encyclopädie der gesammten Heilkunde (2. Auflage).

## Familie
Schreiber war seit 1967 mit der Publizistin Clara Schreiber verheiratet. Das Paar hatte drei Töchter, Ida Virginia (1868–1927), die spätere Publizistin und Sozialpolitikerin Adele Schreiber-Krieger (1872–1957) und die spätere Künstlerin Lilli Baitz (1874–1942).